# قائمة التصنيفات الدولية
تتضمن هذه المقالة قوائم التصنيفات الدولية حسب البلد.

## حسب البلد

### الزراعة
- قائمة أكبر الدول المنتجة للسلع الزراعية
  - قائمة الدول حسب إنتاج التفاح
  - قائمة الدول حسب إنتاج المشمش
  - قائمة الدول حسب إنتاج الخرشوف
  - قائمة الدول حسب إنتاج الأفوكادو
  - قائمة الدول حسب إنتاج الشعير
  - قائمة الدول حسب إنتاج الحبوب
  - قائمة الدول حسب إنتاج الكرز
  - قائمة الدول حسب إنتاج جوز الهند
  - قائمة الدول حسب إنتاج القهوة
  - قائمة الدول حسب إنتاج الذرة
  - قائمة الدول حسب إنتاج الخيار
  - قائمة الدول حسب إنتاج الباذنجان
  - قائمة الدول حسب إنتاج الفاكهة
  - قائمة الدول حسب إنتاج الثوم
  - قائمة الدول حسب إنتاج العنب
  - قائمة الدول حسب إنتاج البابايا
  - قائمة الدول حسب إنتاج الإجاص
  - قائمة الدول حسب إنتاج الأناناس
  - قائمة الدول حسب إنتاج الخوخ
  - قائمة الدول حسب إنتاج البطاطا
  - قائمة الدول حسب إنتاج الأرز
  - قائمة الدول حسب إنتاج فول الصويا
  - قائمة الدول حسب إنتاج الطماطم
  - قائمة الدول حسب إنتاج الخضار
  - إحصاءات إنتاج القمح الدولية
  - قائمة الدول المنتجة للنبيذ
- قائمة الدول حسب مساحة الغابات
- قائمة الدول حسب مساحة الأراضي المروية

### الاستهلاك
- قائمة معدل استهلاك اللحوم حسب كل دولة
- قائمة الدول حسب استهلاك المأكولات البحرية
- قائمة الدول حسب استهلاك الحليب للفرد
- قائمة الدول حسب استهلاك البيرة للفرد
- قائمة الدول حسب استهلاك الكهرباء
- قائمة الدول حسب استهلاك النفط
- قائمة الدول حسب استهلاك الغاز الطبيعي
- قائمة الدول حسب الاستخدام السنوي للقنب
- قائمة الدول حسب انتشار استخدام الكوكايين
- قائمة الدول حسب انتشار استخدام الأفيون

### الثقافة
- قائمة الدول حسب عدد جوائز الأوسكار لأفضل فيلم روائي عالمي
- جدول مواقع التراث العالمي حسب الدولة
- قائمة الدول الأكثر نشرا للكتب
- مسافة السلطة

### الاقتصاد
- المنتدى الاقتصادي العالمي: تقرير التنافسية العالمي
- المنتدى الاقتصادي العالمي: مؤشر التنمية المالية
- المعهد الدولي للتنمية الإدارية: الكتاب السنوي للتنافسية العالمية
- معامل جيني: قائمة الدول حسب مستوى الدخل
- بلومبيرغ إل بي
- مؤشر الابتكار العالمي
- مؤشر الابتكار الدولي
- مؤشر الحرية الاقتصادية
- مؤشر سهولة ممارسة الأعمال
- عصر نيلي
- الشفافية الدولية: مؤشر مدركات الفساد

#### القوائم
- قائمة الدول حسب التعقيد الاقتصادي
- قائمة الدول حسب الدين الخارجي
- قائمة الدول حسب معدل البطالة
- قائمة الدول حسب صافي الاستثمار الدولي للفرد
- قائمة الدول حسب متوسط الأجر
- قائمة الدول حسب الحد الأدنى للأجور
- قائمة الدول حسب الدين العام
- قائمة الدول حسب ثروة كل بالغ
- قائمة الدول حسب التصنيف الائتماني
- قائمة الميزانية الحكومية حسب الدولة
- الدخل القومي الإجمالي
  - قائمة الدول حسب الدخل القومي الإجمالي (القدرة الشرائية) للفرد
  - List of countries by GNI (nominal, Atlas method) per capita
  - قوائم الدول والمقاطعات
  - الناتج المحلي الإجمالي للدول حسب القطاع
  - قائمة الدول حسب الناتج المحلي الإجمالي
  - قائمة الدول حسب الناتج المحلي الإجمالي (الاسمي) للفرد
  - قائمة الدول حسب الناتج المحلي الإجمالي (القدرة الشرائية) للفرد
  - قائمة الدول حسب الناتج المحلي الإجمالي (تعادل القوة الشرائية)
  - قائمة الدول حسب نمو الناتج المحلي الإجمالي
  - قائمة الدول حسب عوائد الضرائب كنسبة مئوية من الناتج المحلي الإجمالي
  - قائمة الدول حسب أكبر ناتج محلي إجمالي تاريخي

### التعليم والابتكار
- قائمة الدول حسب الإنفاق على التعليم (% من الناتج المحلي الإجمالي)
- قائمة الدول حسب الفئة العمرية من 25 إلى 34 عامًا الحاصلين على درجة التعليم العالي
- مؤشر الحراك الاجتماعي العالمي
- مؤشر التعليم
- الاتجاهات في الدراسة العالمية للرياضيات والعلوم
- البرنامج الدولي لتقييم الطلبة
- الدراسة الدولية لقياس مدى تقدم القراءة في العالم
- قائمة الدول حسب نسبة المحصلين
- المؤشرات العالمية للملكية الفكرية
- قائمة الدول حسب مستوى التعليم العالي
- قائمة الدول حسب مستوى التعليم الثانوي
- مؤشر إي إف لكفاءة اللغة الإنجليزية
- جوجل كود جام
- منظمة التعاون الاقتصادي والتنمية: The OECD Programme for International Student Assessment (PISA)
- الجمعية الدولية لتقييم التحصيل التربوي: Trends in International Mathematics and Science Study
- خدمة الاختبارات التعليمية: 2003-2004 TOEFL Test Year Data Summary
- ترتيب ويبوميتركس لجامعات العالم
- قائمة الحاصلين على جائزة نوبل حسب البلد
- تصنيف كيو إس للجامعات العالمية

### البيئة
- قائمة الدول حسب تلوث الهواء
- قائمة الدول حسب خطر الكوارث الطبيعية
- مؤشر أداء التغير المناخي (CCPI)
- مؤشر الأداء البيئي (EPI)
- مؤشر الأداء البيئي (ESI)
- مؤشر الضعف البيئي (EVI)
- مؤشر السعادة العالمي (HPI)
- قائمة الدول حسب البصمة البيئية
- مؤشر المجتمع المستدام (SSI)
- The Global 100 (G100)
- قائمة الدول حسب سحب المياه العذبة
- قائمة الدول حسب انبعاثات ثاني أكسيد الكربون للفرد
- قائمة الدول حسب انبعاثات ثاني أكسيد الكربون

### الصادرات
- قائمة البلدان من حيث قيمة صافي الصادرات
- قائمة الدول حسب نصيب الفرد من الصادرات
- List of countries by aluminium exports
- List of countries by merchandise exports
- List of countries by service exports
- قائمة الدول حسب صادرات الغاز الطبيعي
- List of countries by net oil exports
- قائمة البلدان حسب صادرات النفط
- قائمة الدول حسب صادرات البترول المكرر
- قائمة أكبر الدول تصديرا للذهب
- قائمة أكبر الدول تصديرا للنحاس
- List of countries by iron-ore exports
- قائمة الدول حسب صادرات الألماس
- قائمة الدول حسب صادرات الكهرباء
- قائمة الدول حسب صادرات الشاحنات
- قائمة الدول حسب صادرات السفن
- List of countries by automotive component exports
- List of countries by aircraft component exports
- List of countries by aircraft and spacecraft exports
- قائمة الدول حسب صادرات المحركات
- List of countries by gas turbine exports
- List of countries by computer exports
- قائمة الدول حسب صادرات الدوائر المتكاملة
- List of countries by telephone exports
- List of countries by telecommunications equipment exports
- قائمة الدول حسب الصادرات الدوائية
- List of countries by maize exports
- قائمة الدول حسب صادرات القمح
- قائمة أكبر الدول تصديرا للقهوة
- قائمة الدول المصدرة للقطن الخام

### مؤشرات عامة
- مؤشر الدول الخيرة
- Linguistic diversity index
- Soft Power 30 نسخة محفوظة 31 أكتوبر 2017 على موقع واي باك مشين. (قوة ناعمة)
- Country Brand Index نسخة محفوظة 20 مايو 2018 على موقع واي باك مشين.
- مؤشر هينلي لجوازات السفر

### الجغرافيا
- List of political and geographic subdivisions by total area (all)
- قائمة الدول والتبعيات حسب المساحة

### الصحة
- List of countries by health insurance coverage
- List of countries by quality of healthcare
- قائمة الدول حسب الإنفاق الصحي الذي تغطيه الحكومة
- قائمة الدول حسب عدد أسرة المستشفيات
- قائمة الدول حسب معدل الإصابة بالسرطان
- قائمة الدول حسب خطر الوفاة بسبب الأمراض غير المعدية
- مؤشر المستهلك الصحي الأوروبي (EHCI)
- مؤشر الجوع العالمي (GHI)
- قائمة الدول حسب متوسط العمر المتوقع
- معدلات وفيات الأطفال حسب البلد
- قائمة الدول من حيث طول الناس فيها
- قائمة البلدان من حيث مؤشر كتلة الجسم
- قائمة الدول حسب معدل السمنة
- قائمة الدول حسب معدل انتشار الإيدز بين البالغين
- انتشار استخدام التبغ
- انتشار استخدام التبغ
- قائمة الدول حسب استهلاك المشروبات الكحولية للفرد
- قائمة البلدان حسب معدل الانتحار
- قائمة أكبر الأشخاص سنا حسب البلد

### الصناعة
- قائمة الدول حسب إنتاج الكهرباء
- قائمة الدول حسب إنتاج الكهرباء المتجددة
- قائمة الدول حسب إنتاج اليورانيوم
- قائمة الدول حسب إنتاج البلاتين
- قائمة الدول حسب إنتاج الذهب
- قائمة الدول حسب إنتاج الفضة
- List of countries by nickel production
- قائمة الدول حسب إنتاج النحاس
- قائمة الدول حسب إنتاج الصلب
- قائمة الدول حسب إنتاج الألومنيوم
- قائمة الدول حسب إنتاج أكسيد الألومنيوم
- قائمة الدول حسب إنتاج البزموت
- قائمة الدول حسب إنتاج الزئبق
- قائمة الدول حسب إنتاج البنتونيت
- قائمة الدول حسب إنتاج الفلدسبار
- قائمة الدول حسب إنتاج الليثيوم
- قائمة الدول حسب إنتاج البالاديوم
- إريديوم
- قائمة الدول حسب إنتاج المنغنيز
- قائمة الدول حسب إنتاج المغنيسيوم
- قائمة الدول حسب إنتاج القصدير
- قائمة الدول حسب إنتاج الزنك
- قائمة الدول حسب إنتاج الملح
- قائمة الدول حسب إنتاج السيليكون
- قائمة الدول حسب إنتاج المعادن
- قائمة الدول حسب إنتاج النفط
- قائمة الدول حسب إنتاج الغاز الطبيعي
- قائمة الدول حسب إنتاج الفحم
- قائمة الدول حسب إنتاج البوكسايت
- قائمة الدول حسب إنتاج الإسمنت

### العسكرية
- قائمة حاملات الطائرات لكل دولة
- مسح الأسلحة الصغيرة
- قائمة الدول حسب الإنفاق العسكري
- قائمة الدول حسب الإنفاق العسكري للفرد
- قائمة البلدان حسب عدد الأفراد العسكريين وشبه العسكريين
- المؤشر المركب للقدرة الوطنية

### السياسة
- الأمم المتحدة حكومة إلكترونية
- الشفافية الدولية: مقياس الفساد العالمي ومؤشر مدركات الفساد
- V-Dem Democracy indices
- مؤشر الديمقراطية
- فريدم هاوس: الحرية في العالم
- مراسلون بلا حدود: Worldwide مؤشر حرية الصحافة
- قائمة الدول حسب التشاور بشأن وضع القوانين
- مؤشر الإرهاب العالمي
- Worldwide Governance Indicators
- مؤشر الدول الهشة
- World Justice Project Rule of Law Index
- نظام رئاسي
- ديمقراطية مباشرة
- سلسلة بيانات السياسة
- مؤشر الديمقراطية-الدكتاتورية
- مؤشر غالاغر
- قائمة الدول حسب عدد الأحزاب الفاعلة
- تصنيف الديمقراطية

### الاحتياطيات
- قائمة الدول حسب احتياطي الفحم
- قائمة الدول حسب احتياطي الغاز الطبيعي المؤكد
- قائمة الدول حسب الاحتياطي النفطي المؤكد
- قائمة الدول حسب موارد الثوريوم
- قائمة الدول حسب احتياطي اليورانيوم
- قائمة الدول حسب احتياطي النقد الأجنبي
- قائمة الدول حسب احتياطي النقد الأجنبي

### المجتمع
- قائمة البلدان والتبعيات حسب عدد السكان
- قائمة البلدان والتبعيات حسب الكثافة السكانية
- قائمة الدول حسب الحد الأدنى للدخل المضمون
- قائمة الدول حسب ملكية الأسلحة
- قائمة الدول حسب عدد المشردين
- قائمة الدول حسب معدل السجن
- قائمة الدول حسب معدل جرائم القتل
- قائمة الدول حسب الإنفاق العام على التعليم العالي
- قائمة الدول المصنفة حسب مستوى التنوع العرقي والثقافي
- لوحة تحكم الاستدامة (بما في ذلك التصنيف حسب الأهداف الإنمائية للألفية)
- وحدة استخبارات الإكونوميست: معيار جودة المعيشة
- مؤشر التنمية حسب نوع الجنس
- مقياس تمكين النوع الاجتماعي
- مؤشر عدم المساواة بين الجنسين
- تقرير الفجوة العالمية بين الجنسين
- مؤشر التقاعد العالمي
- مؤشر ليجاتوم للازدهار
- أنقذوا الأطفال: تقرير حالة الأمهات حول العالم الخاص بمنظمة أنقذوا الأطفال
- مؤشر التطور الاجتماعي
- التمدن حسب الدول
- برنامج الأمم المتحدة الإنمائي: مؤشر التنمية البشرية
- Walk Free Foundation: مؤشر الرق العالمي
- World Giving Index
- تقرير السعادة العالمي

### الرياضة
- التصنيفات العالمية للرماية
- التصنيفات العالمية للاتحاد الدولي لألعاب القوى
- تصنيفات الاتحاد الدولي للريشة الطائرة (تصنيفات الاتحاد الدولي للريشة الطائرة للناشئين)
- التصنيفات العالمية للكرة الشاطئية
- التصنيفات العالمية للبيسبول والكرة اللينة
- كرة السلة (تصنيف الاتحاد الدولي لكرة السلة للرجال تصنيف الاتحاد الدولي لكرة السلة للسيدات)
- قائمة التصنيفات الحالية للملاكمة
- تصنيف عالمي للاتحاد الدولي للشطرنج
- Cricket (Test، ODI, كريكت توينتي 20  [لغات أخرى]‏)
- التصنيفات العالمية للكرلينغ
- تصنيف الاتحاد الدولي للدراجات الهوائية
- Darts (PDC)
- Figure skating
- Floorball
- Football (تصنيف فيفا العالمي للرجال، تصنيف إيلو العالمي لكرة القدم، تصنيف فيفا العالمي للسيدات)
- Golf (التصنيف العالمي الرسمي للغولف، تصنيفات الغولف العالمية للسيدات، تصنيف الغولف العالمي للهواة)
- Field hockey
- التصنيف العالمي لهوكي الجليد
- Korfball
- الاتحاد الدولي لجمعيات المواي تاي
- Netball
- جدول ميداليات الألعاب الأولمبية التاريخي الكلي
- جدول ميداليات الألعاب البارالمبية
- Roller hockey
- Rugby league (men، women، wheelchair)
- ترتيب الرغبي العالمي  [لغات أخرى]‏
- التصنيف العالمي للسنوكر
- Squash (men، التصنيف العالمي الرسمي لرياضة الاسكواش للسيدات)
- الاتحاد الدولي لتنس الطاولة
- Tennis (men، women، team)
- Volleyball (beach)
- Water Polo

### التكنولوجيا
- الأمم المتحدة الاتحاد الدولي للاتصالات: ICT Development Index
- وحدة استخبارات الإكونوميست: مؤشر نطاق الإنترنت العريض للحكومات
- قائمة الدول حسب سرعة الاتصال بالإنترنت
- قائمة الدول حسب انتشار التطور طويل الأمد لشبكة الجيل الرابع
- قائمة الدول حسب استخدام الخدمات المصرفية عبر الهاتف المحمول
- جوجل: قائمة الدول حسب نسبة انتشار الهواتف الذكية
- قائمة الدول حسب تجارب أبحاث الخلايا الجذعية
- منظمة التعاون الاقتصادي والتنمية: قائمة الدول حسب عدد اشتراكات الإنترنت ذات النطاق العريض
- قائمة الدول ذات السيادة حسب عدد مضيفي الإنترنت
- مؤشر تنافسية الفضاء (SCI)
- مؤسسة الشبكة العنكبوتية العالمية: Web Index

### النقل
- مؤشر أداء الخدمات اللوجستية
- قائمة الدول حسب استخدام السكك الحديدية
- قائمة الدول حسب طول الشبكة الحديدية
- قائمة الدول حسب معدل الوفيات المتعلقة بالمرور
- قائمة الدول حسب تعداد وسائل النقل لكل 1000 شخص
- قائمة الدول حسب طول المعابر المائية